# 冷水埡鄉
冷水埡鄉，是四川省鄰水縣曾经下辖的一个乡。

## 沿革[1]
- 1953年9月4日，鄰水縣草堰鄉人民政府改名為冷水埡鄉人民政府，隸屬第五區()公所。1955年3月5日，冷水埡鄉改屬第六區(九龍區)公所。1956年1月16日，冷水埡鄉併入，冷水埡鄉人民政府撤銷。